# Zenon Trzonkowski
Zenon Trzonkowski (ur. 19 września 1957 w Brzegu, zm. 17 listopada 2021 w Opolu) – polski piłkarz występujący na pozycji obrońcy, trener piłkarski.

## Życiorys
Wychowanek Stali Brzeg, gdzie rozpoczynał także seniorską karierę. W 1977 roku przeszedł do Śląska Wrocław. W tym okresie występował w reprezentacji Polski U-21. W 1978 roku zdobył ze Śląskiem wicemistrzostwo Polski. W Śląsku występował do 1982 roku, rozgrywając 34 mecze w I lidze. Następnie grał w Zagłębiu Lubin. W 1983 roku z powodu kontuzji kolana zakończył karierę piłkarską.
Latem 1983 roku został trenerem juniorów Śląska Wrocław, a rok później objął rezerwy klubu, z którymi w 1985 roku awansował do III ligi. Funkcję tę pełnił do 1987 roku. Następnie trenował piłkarzy Odry Opole. Od października do grudnia 1988 roku był szkoleniowcem zawodników Karpat Krosno. W marcu 2003 roku objął stanowisko prezesa BTP Brzeg, zaś w listopadzie – trenera klubu. Pracował także jako nauczyciel wychowania fizycznego.

## Statystyki ligowe
| Sezon     | Klub          | Liga   | Mecze | Gole |
| --------- | ------------- | ------ | ----- | ---- |
| 1977/1978 | Śląsk Wrocław | I liga | 13    | 0    |
| 1978/1979 | Śląsk Wrocław | I liga | 19    | 0    |
| 1979/1980 | Śląsk Wrocław | I liga | 2     | 0    |
| 1980/1981 | Śląsk Wrocław | I liga | 0     | 0    |
| 1981/1982 | Śląsk Wrocław | I liga | 0     | 0    |